# Adolf-Grimme-Preis 2009
Der 45. Adolf-Grimme-Preis wurde 2009 verliehen. Die Preisverleihung fand am 3. April 2009 im Theater Marl statt. Die Moderation übernahm dabei Barbara Schöneberger.
Im Rahmen der Veranstaltung wurden neben dem Adolf-Grimme-Preis noch weitere Preise, unter anderem auch der Marler Gruppe, vergeben.

## Preisträger

### Adolf-Grimme-Preis

#### Fiktion
- Debüt im Ersten: Das wahre Leben (ARD/SWR/BR/SF)
- Die zweite Frau[2] (ARTE/WDR)
- Ihr könnt euch niemals sicher sein (ARD/WDR)
- Volker Einrauch (Buch), Hermine Huntgeburth (Regie), Ulrich Noethen (Darstellung), Anna Fischer (Darstellung) und Bettina Schmidt (Ausstattung) (für die Sendung Teufelsbraten, ARD / WDR / NDR / ARTE)
- Wholetrain (ZDF)

#### Unterhaltung
- Doctor’s Diary (RTL/ORF)
- Extra 3: Johannes Schlüter (NDR)

#### Information & Kultur
- Der große Ausverkauf (WDR/ARTE/BR)
- Losers and Winners (WDR/ARTE)
- Leben und Sterben für Kabul (ARD/NDR/WDR)
- Sonbol – Rallye durch den Gottesstaat (SWR)

#### Spezial
- Inge Classen und Katya Mader (Redaktion und Konzept der Dokumentarfilmreihe Mädchengeschichten) (ZDF/3sat)

### Besondere Ehrung
- Marietta Slomka und Claus Kleber für ihre Moderation der Nachrichtensendung Heute-journal (ZDF)

### Sonderpreis des Landes NRW
- Brinkmanns Zorn (WDR)

### Publikumspreis der Marler Gruppe
- Mehmet Kurtuluş, Thorsten Wettcke, Christoph Silber, Richard Huber und Martin Langer (für die Sendung Tatort: Auf der Sonnenseite, ARD / NDR)